# Anna van Lotharingen

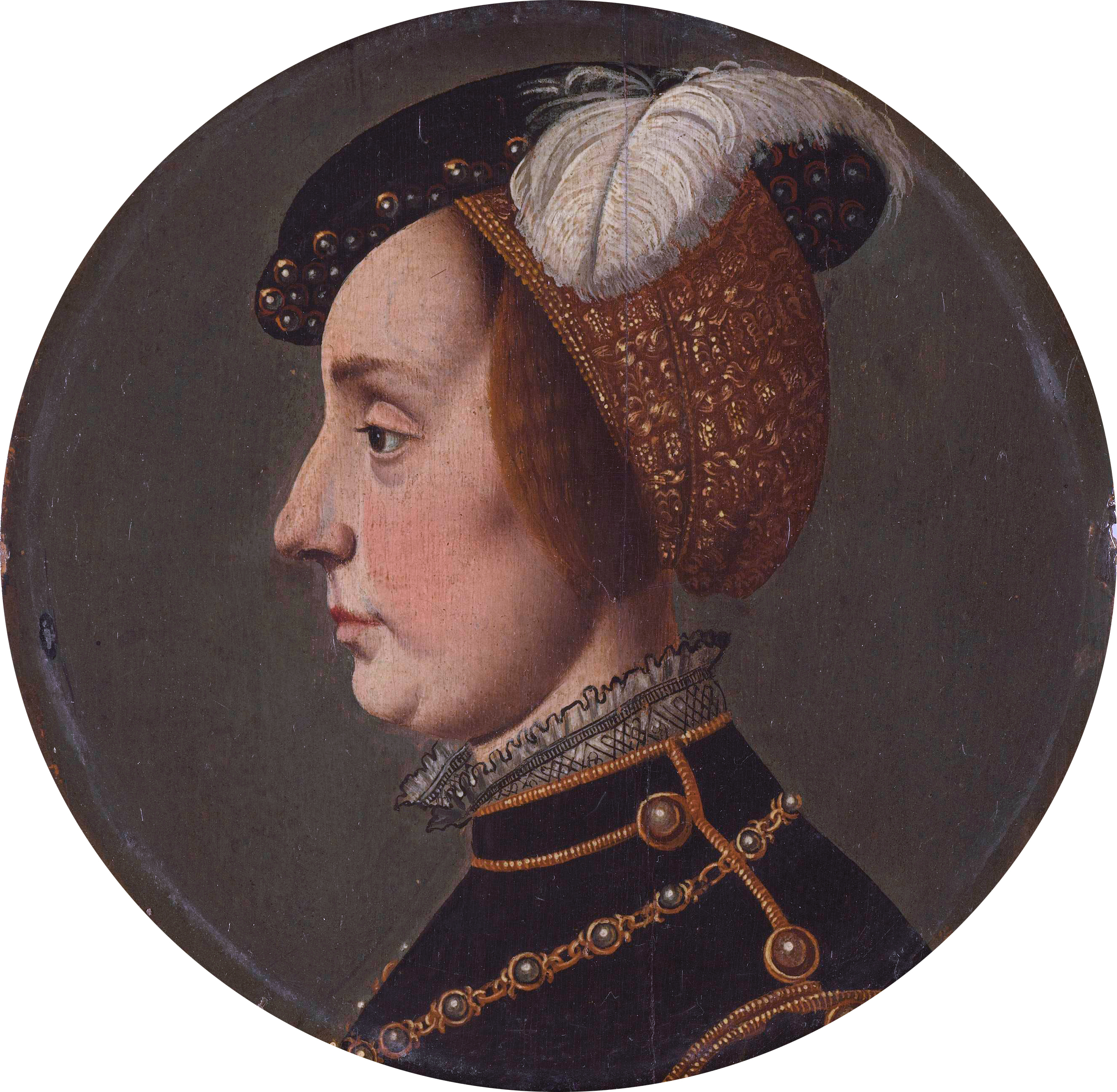
Anna van Lotharingen (Jan van Scorel, 1542)

Anna van Lotharingen (25 juli 1522 – Diest, 15 mei 1568) was de dochter van hertog Anton de Goede en Renata de Bourbon-Montpensier.
Zij trouwde op 22 augustus 1540 te Bar-le-Duc met René van Chalon (1519-1544), prins van Oranje. Ze kregen een dochtertje, Maria, dat slechts 3 weken oud werd en is bijgezet in een grafkelder onder het praalgraf van Engelbrecht II van Nassau in de Grote Kerk te Breda.
Na de dood van René in 1544 huwde ze op 9 juli 1548 met Filips II van Croÿ-Aarschot, hertog van Aarschot en stadhouder van Henegouwen. Met hem kreeg zij een zoon, Karel Filips van Croÿ (1549-1613).